# Smyrna (Karolina Południowa)
Smyrna – miasto w Stanach Zjednoczonych, w stanie Karolina Południowa, w hrabstwie York.